# Turó d'en Serra (Barcelona)
El Turó d'en Serra és una muntanya de 396 metres que es troba al municipi de Barcelona, a la comarca del Barcelonès.